# 韦斯特兰 (德国)
韦斯特兰（德語：Westerland，發音：[ˈvɛstɐˌlant] ⓘ）是德国石勒苏益格-荷尔斯泰因州北弗里斯兰县曾经的一个市镇，面积10.45平方千米，2007年12月31日人口为9,032人。2009年1月1日，韦斯特兰与另外2个市镇合并为新市镇叙尔特。